# Hawaii-eend
De hawaii-eend (Anas wyvilliana) is een eend uit de familie van de Anatidae. Het is een bedreigde, endemische vogelsoort van de Hawaiaanse eilanden. De soort werd in 1878 door Philip Lutley Sclater beschreven en genoemd naar de Schotse natuuronderzoeker Charles Wyville Thompson die tijdens de Challenger-expeditie deze vogel had verzameld. Deze soort is mogelijk in het Laat Pleistoceen  ontstaan als een bastaard van de wilde eend (A platyrhynchos) en de laysaneend (A. laysenensis).

## Kenmerken
Deze eend is 44 tot 51 cm lang. Het is een bruin gekleurde grondeleend met oranje poten. Het mannetje heeft een lichtgroene, olijfkleurige snavel. Vrouwtjes (en soms ook mannetjes) hebben een donkere snavel met oranje vlekjes. Beide geslachten hebben een groene tot paarsblauwe spiegel.

## Verspreiding, leefgebied en foerageergedrag
Vroeger kwam de eend op alle eilanden voor maar nu alleen nog op Kauai en Niihau. De soort is sinds de jaren 1990 opnieuw geïntroduceerd op Oahu, Hawai en Maui. Het leefgebied bestaat uit draslanden zoals plassen in kustgebieden, meren, moerassen, ondergelopen graslanden, door de mens aangelegde wateren en moerasbos tot op een hoogte van 3300 meter boven zeeniveau. Ze voeden zich met weekdieren, insecten, andere aquatische ongewervelden, maar ook plantaardig materiaal.

## Status
De hawaii-eend heeft een beperkt verspreidingsgebied en daardoor is de kans op uitsterven aanwezig. De grootte van de populatie werd in 2023 door BirdLife International geschat op 700-1000 volwassen vogels. De leefgebieden worden aangetast door drooglegging voor agrarisch gebruik en menselijke bewoning. Verder vormen ziekten en predatie door geïntroduceerde ratten, katten en de Indische mangoeste (Herpestes javanicus) een bedreiging. Om deze redenen staat deze soort als kwetsbaar op de Rode Lijst van de IUCN.